# Antimoniuro di indio
L'antimoniuro di indio (formula chimica: InSb) è un composto cristallino costituito dagli elementi indio (In) e antimonio (Sb). Si tratta di un materiale semiconduttore a gap ridotto del gruppo III-V utilizzato nei rivelatori a infrarossi, comprese le termocamere, i sistemi FLIR, i sistemi di guida dei missili a ricerca a infrarossi e nell'astronomia a infrarossi. I rilevatori di antimoniuro di indio sono sensibili tra le lunghezze d'onda di 1-5 µm.
L'antimoniuro di indio era un rivelatore molto comune nei vecchi sistemi di imaging termico a scansione meccanica a singolo rivelatore. Un'altra applicazione è come sorgente di radiazioni terahertz in quanto è un forte emettitore di foto-Dember.

## Storia
Il composto intermetallico è stato segnalato per la prima volta da Liu e Peretti nel 1951, che ne hanno fornito l'intervallo di omogeneità, il tipo di struttura e la costante reticolare. I lingotti policristallini di antimoniuro di indio furono preparati da Heinrich Welker nel 1952, sebbene non fossero molto puri per gli standard odierni dei semiconduttori. Welker era interessato a studiare sistematicamente le proprietà dei semiconduttori dei composti III-V; ha notato come l'antimoniuro di indio sembrava avere un piccolo gap di banda diretto e una mobilità degli elettroni molto elevata. I cristalli di antimoniuro di indio sono coltivati per raffreddamento lento da liquido fuso almeno dal 1954.

## Proprietà fisiche
L'antimoniuro di indio ha l'aspetto di cristalli di metallo argentato grigio scuro o polvere con lucentezza vitrea. Sottoposto a temperature superiori a 500 °C fonde e si decompone liberando antimonio e vapori di ossido di antimonio.
Ha la forma cristallina della zincoblenda con una costante reticolare di 0,648 nm e possiede gruppo spaziale F43m (gruppo n°216).

### Proprietà elettroniche
L'antimoniuro di indio è un semiconduttore a gap stretto con un gap energetico di 0,17 eV a 300 K e 0,23 eV a 80 K.
L'antimoniuro di indio non drogato possiede la più grande mobilità degli elettroni a temperatura ambiente (78000 cm2/V⋅s), velocità di deriva degli elettroni e lunghezza balistica (fino a 0,7 µm a 300 K) di qualsiasi semiconduttore noto, ad eccezione dei nanotubi di carbonio.
I rivelatori a fotodiodo all'antimoniuro di indio sono fotovoltaici e generano corrente elettrica quando sottoposti a radiazioni infrarosse. L'efficienza quantica interna dell'antimoniuro di indio è effettivamente del 100%, ma è una funzione dello spessore, in particolare per i fotoni vicino al bordo di banda. Come tutti i materiali a banda proibita stretta, i rilevatori ad antimoniuro di indio richiedono ricalibrazioni periodiche, aumentando la complessità del sistema di imaging. Questa complessità aggiuntiva è utile dove è richiesta un'estrema sensibilità, ad esempio nei sistemi di imaging termico militare a lungo raggio. I rivelatori ad antimoniuro di indio richiedono anche un raffreddamento, poiché devono funzionare a temperature criogeniche (tipicamente 80 K). Sono disponibili array di grandi dimensioni (fino a 2048×2048 pixel). Il tellururo di mercurio e cadmio (HgCdTe) e il siliciuro di platino (PtSi) sono materiali con un uso simile.
Uno strato di antimoniuro di indio inserito tra strati di antimoniuro di alluminio e indio (AlInSb) può fungere da pozzo quantico. In una tale eterostruttura è stato recentemente dimostrato che il rapporto InSb/AlInSb mostra un robusto effetto Hall quantistico. Questo approccio è studiato per costruire transistor molto veloci. I transistor bipolari operanti a frequenze fino a 85 GHz sono stati costruiti con antimoniuro di indio alla fine degli anni '90; transistor a effetto di campo che operano a oltre 200 GHz sono stati segnalati più recentemente (Intel/QinetiQ). Alcuni modelli suggeriscono che le frequenze di terahertz sono ottenibili con questo materiale. I dispositivi a semiconduttore ad antimoniuro di indio sono anche in grado di funzionare con tensioni inferiori a 0,5 V, riducendo i requisiti di alimentazione.

## Metodi di coltivazione
L'antimoniuro di indio può essere coltivato solidificando un fuso dallo stato liquido (processo Czochralski), o mediante epitassia in fase liquida, epitassia a parete calda o epitassia a fascio molecolare. Può anche essere coltivato da composti organometallici con metodo MOCVD.

## Applicazioni
Viene usato nei componenti elettronici come i diodi laser o nei sensori per il rilevamento di radiazioni del lontano infrarosso o microonde.
Un sensore ad antimoniuro di indio per essere funzionante deve essere posto a temperature molto basse (circa 4 kelvin) al fine di ridurre il rumore termico degli elettroni che altrimenti coprirebbero completamente il segnale. Le radiazioni del lontano infrarosso vengono studiate nelle macchine Tokamak al fine di ricavare la temperatura del plasma interno, ma vengono studiate anche dagli astrofisici per rilevare la radiazione cosmica di fondo.

### Altre applicazioni
- Rivelatori di immagini termiche che utilizzano fotodiodi o rivelatori fotoelettromagnetici
- Sensori di campo magnetico che utilizzano magnetoresistenza o effetto Hall
- Transistor veloci (in termini di commutazione dinamica). Ciò è dovuto all'elevata mobilità dei portatori di antimoniuro di indio.
- In alcuni dei rivelatori della telecamera ad infrarossi sul telescopio spaziale Spitzer.